# Mônaco nos Jogos Olímpicos de Inverno de 2010
Mônaco participou dos Jogos Olímpicos de Inverno de 2010, realizados na cidade de Vancouver, no Canadá. Foi a nona aparição do principado em Olimpíadas de Inverno.

## Desempenho

### Bobsleigh
Masculino
| Atleta                             | Evento | Final      | Final      | Final      | Final      | Final   | Final |
| Atleta                             | Evento | 1ª corrida | 2ª corrida | 3ª corrida | 4ª corrida | Total   | Pos.  |
| ---------------------------------- | ------ | ---------- | ---------- | ---------- | ---------- | ------- | ----- |
| Sebastien Gattuso Patrice Servelle | Duplas | 52.96      | 52.61      | 52.71      | 52.66      | 3:30.84 | 19º   |

### Esqui alpino
Feminino
| Atleta            | Evento         | Corrida 1 | Corrida 2 | Total   | Pos. |
| ----------------- | -------------- | --------- | --------- | ------- | ---- |
| Alexandra Coletti | Downhill       |           |           | 1:48.92 | 24º  |
| Alexandra Coletti | Combinado      | 1:26.74   | 47.07     | 2:13.81 | 19º  |
| Alexandra Coletti | Slalom gigante | DNF       | DNF       | DNF     | DNF  |
| Alexandra Coletti | Super-G        |           |           | 1:24.56 | 25º  |

Legenda
| Recorde mundial      | Recorde mundial (World record)               |                       | Recorde africano                      | Recorde africano (African) |                                           | Q | Classificado por posição (Qualified) |
| Recorde olímpico     | Recorde olímpico (Olympic record)            | Recorde da América    | Recorde da América (Americas)         | q                          | Classificado por melhor tempo (Qualified) |   |                                      |
| Melhor marca do ano  | Melhor marca do ano (World leading)          | Recorde asiático      | Recorde asiático (Asian)              | DNS                        | Não largou (Did not start)                |   |                                      |
| Recorde nacional     | Recorde nacional (National record)           | Recorde europeu       | Recorde europeu (European)            | DNF                        | Não terminou (Did not finish)             |   |                                      |
| Recorde pessoal      | Recorde pessoal do atleta (Personal best)    | Recorde da Oceania    | Recorde da Oceania (Oceania)          | DSQ / DQ                   | Desclassificado (Disqualified)            |   |                                      |
| Recorde da temporada | Recorde da temporada do atleta (Season best) | Recorde sul-americano | Recorde sul-americano (South America) | NM                         | Sem marca (No mark)                       |   |                                      |